# Primärbibliografie
Eine Primärbibliografie ist eine Bibliographie, die anhand einer Autopsie erstellt worden ist. Das heißt, dass die in der Bibliographie angeführten Publikationen dem Ersteller der Bibliographie direkt vorgelegen haben. Im Unterschied dazu, übernehmen die Ersteller von Sekundärbibliographien die Titel der anzuführenden Publikationen aus bereits bestehenden Bibliographien, also ohne dass ihnen die Publikationen selbst vorliegen. Sekundärbibliographien benötigen also deutlich weniger Aufwand.
Primärbibliographien sind nicht zu verwechseln mit primärliterarischen Bibliographien, in denen die von einem Autor vorhandene Primärliteratur angeführt wird. Auch diese werden gelegentlich als Primärbibliographien bezeichnet.